# Ka-25直昇機
Ka-25直昇機是蘇聯卡莫夫設計局研發的艦載反潛直昇機，北約代號為激素（Hormone），Ka-25由Ka-20直昇機發展而來。

## 基本資料
- 乘員：4人（駕駛+副駕駛+2名反潛武器操作員）
- 機長：9.7米
- 旋翼直徑：15.7米
- 機高：5.4米
- 空重：4,765公斤
- 最重：7,500公斤
- 最快速度：220公里/小時
- 航程：400公里
- 昇限：3,500米
- 發動機：2部GTD-3F渦輪發動機（各990匹馬力）
- 武裝：1,900公斤反潛魚雷等各種反潛武器

## 設計

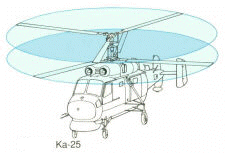
Ka-25採用同軸反轉螺旋槳設計

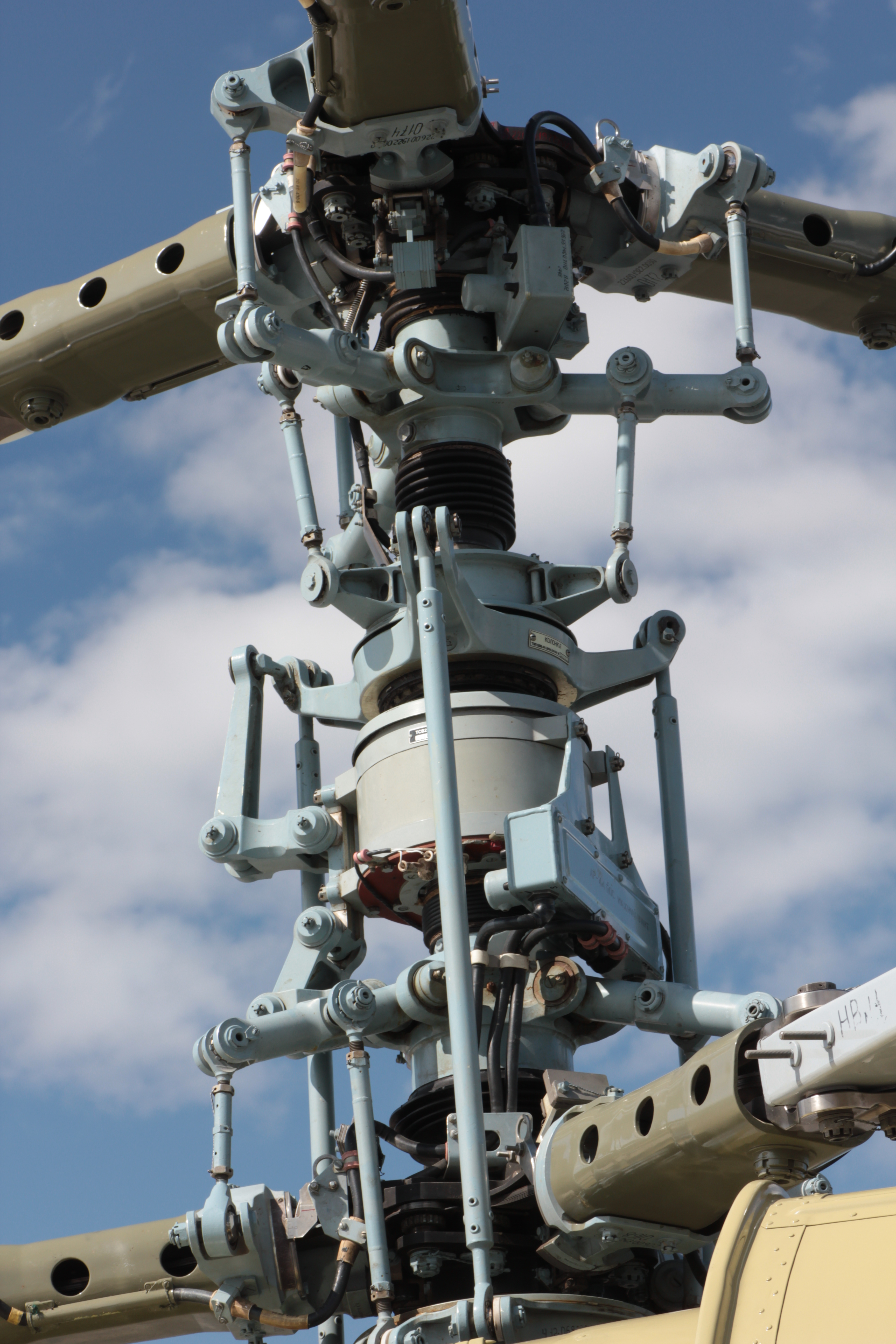
同軸反轉螺旋槳軸近照

Ka-25的動力為在機身上方的2部GTD-3F渦輪發動機，帶動兩個可以摺疊起來的同軸反轉螺旋槳，這是典型的卡莫夫設計特色，此兩個三車葉螺旋槳串聯在同一條軸上以相反的方向轉動，從而彼此抵消對方產生的轉動反作用力矩，這令Ka-25無需要長長的尾螺旋槳，取而代之的是三個帶方向舵的垂直尾翼（中間那個無方向舵），這有效減少了在甲板和機庫的空間，在垂直尾翼之間為帶昇降舵的水平尾翼，這個尾翼設計還能簡化Ka-25的駕駛操作，Ka-25機身下的武器艙可載2杖18英寸線導反潛魚雷和聲納浮標等反潛武器。
機頭下方雷達其波段為I/J頻，起落架採用固定式設計，車輪有鎖定系統以固定在軍艦甲板上，車輪內有浮囊，若不幸跌入水中可在3秒內充氣，故每個車輪都和一個高壓充氣瓶相連，Ka-25的下部機身也採用水密封設計，內部駕駛艙可容納正副駕駛2人再加2名反潛武器操作員，若全部載乘客的話可載12人。
Ka-25曾被部處於莫斯科級直升機航空母艦和基輔級航空母艦上。

## 主要型號

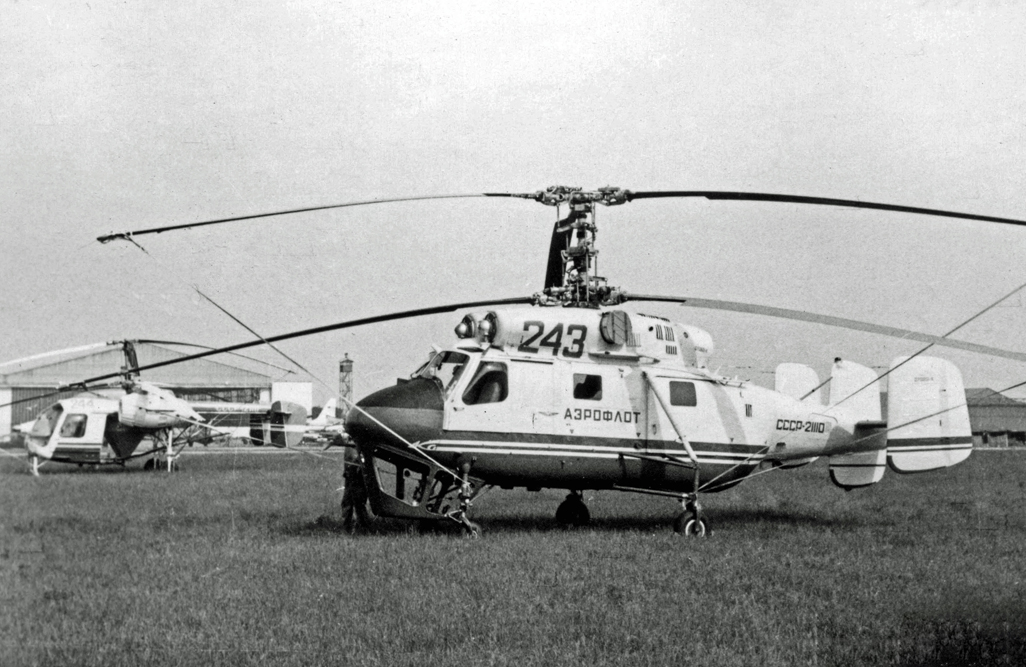
1967年巴黎航空展出場的Ka-25K

- Ka-25BSh：基本型Ka-25，北約代號「激素A」
- Ka-25T：電子戰型，主要作為長程反艦飛彈的中途導引，北約代號"激素B"，其機頭下方的雷達更為大型而突出，機尾下方還有一個柱狀天線罩作為資料傳送之用
- Ka-25PS：搜索救難型，北約代號「激素C」，無任何武器，其機身左側有一個可吊起300公斤重物的吊臂，機內還備有擔架，Ka-25PS通常被塗成顯眼的紅白兩色
- Ka-25K：民用型，首次出現於1967年的巴黎航空展上

## 使用國家

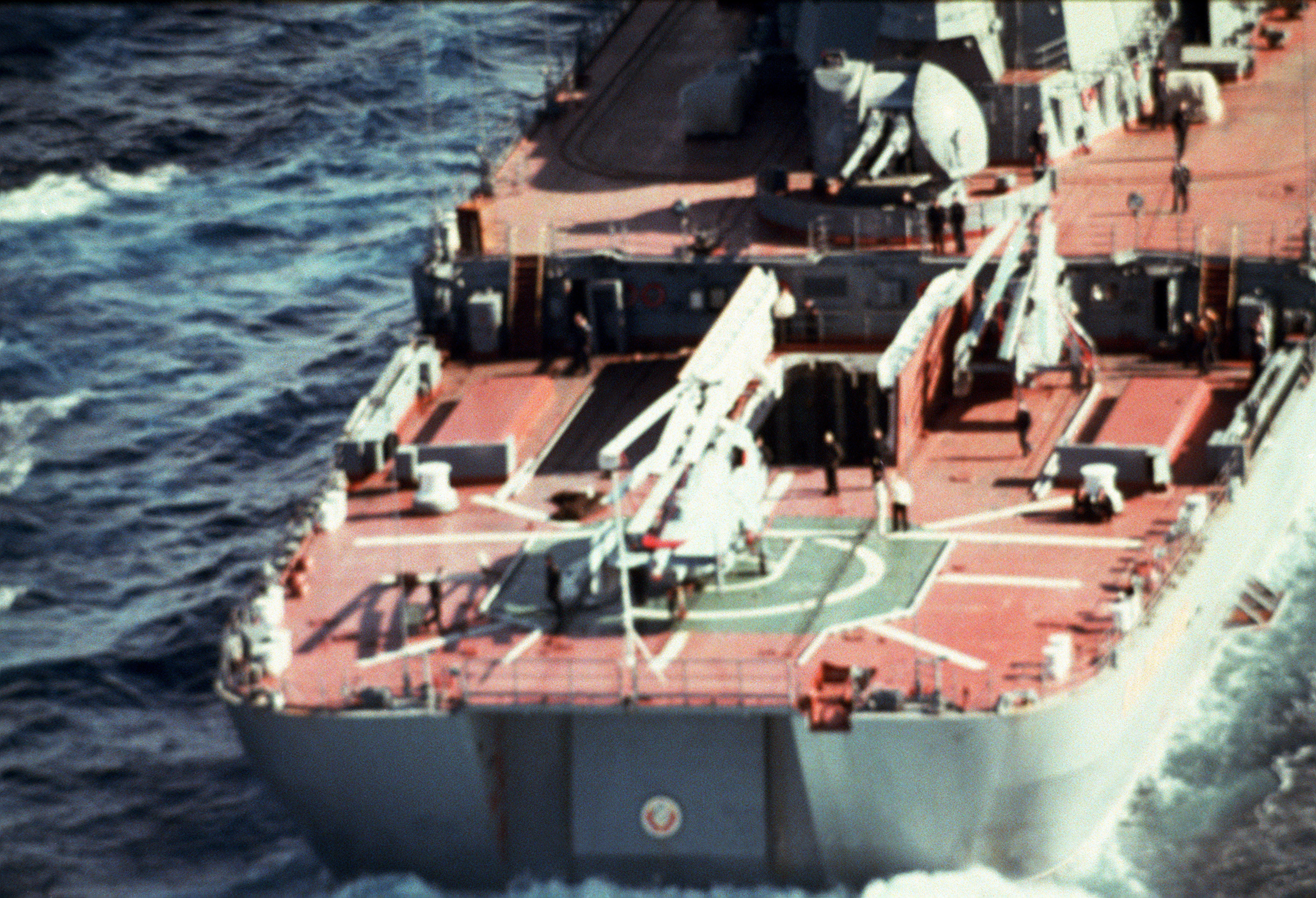
基洛夫級艦載的Ka-25

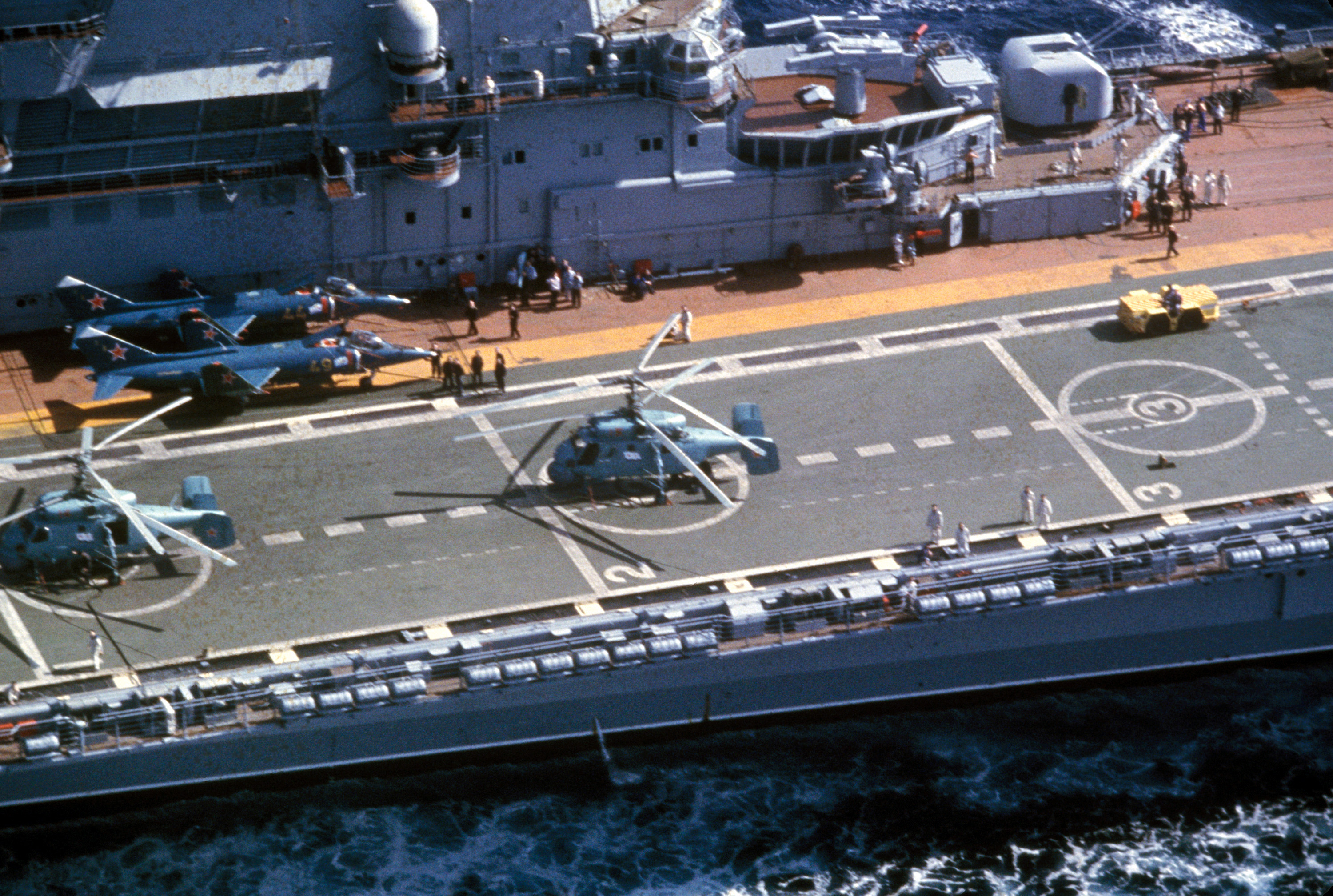
明斯克航母上的Ka-25

- 苏联
- 俄羅斯
- 乌克兰
- 印度
- 保加利亚
- 叙利亚
- 越南
- 南斯拉夫

## 外部連結
- 卡莫夫的“蜗牛”家族 （页面存档备份，存于）